# Cái Đôi Vàm
Cái Đôi Vàm là một xã thuộc tỉnh Cà Mau, Việt Nam.

## Địa lý
Xã Cái Đôi Vàm có vị trí địa lý:
- Phía đông giáp xã Nguyễn Việt Khái
- Phía tây giáp Vịnh Thái Lan
- Phía nam giáp xã Đất Mới
- Phía bắc giáp xã Phú Tân.

Xã Cái Đôi Vàm có diện tích 131,1 km², dân số năm 2024 là 36.444 người, mật độ dân số đạt 277 người/km².

## Lịch sử
Ngày 20 tháng 9 năm 1975, Bộ Chính trị ban hành Nghị quyết số 245-NQ/TW về việc hợp nhất tỉnh Bạc Liêu, tỉnh Cà Mau và 2 huyện An Biên, Vĩnh Thuận (ngoại trừ 2 xã Đông Yên và Tây Yên) của tỉnh Rạch Giá thành một tỉnh mới, tên gọi tỉnh mới cùng với nơi đặt tỉnh lỵ sẽ do địa phương đề nghị lên.
Ngày 20 tháng 12 năm 1975, Bộ Chính trị ban hành Nghị quyết số 19/NQ về việc hợp nhất tỉnh Bạc Liêu và tỉnh Cà Mau thành một tỉnh mới, tên gọi tỉnh mới cùng với nơi đặt tỉnh lỵ sẽ do địa phương đề nghị lên.
Ngày 24 tháng 2 năm 1976, Chính phủ Cách mạng Lâm thời Cộng hòa miền Nam Việt Nam ban hành Nghị định số 3/NQ/1976 về việc hợp nhất tỉnh Bạc Liêu và tỉnh Cà Mau thành một tỉnh mới, lấy tên là tỉnh Bạc Liêu – Cà Mau.
Ngày 10 tháng 3 năm 1976, Chính phủ ban hành Nghị quyết về việc thành lập tỉnh Minh Hải trên cơ sở đổi tên tỉnh Bạc Liêu – Cà Mau.
Ngày 29 tháng 12 năm 1978, Hội đồng Chính phủ ban hành Quyết định số 326-CP về việc:
- Thành lập huyện Phú Tân thuộc tỉnh Minh Hải
- Chuyển xã Việt Khái và xã Tân Hưng Tây thuộc huyện Cái Nước về huyện Phú Tân mới thành lập quản lý.

Ngày 25 tháng 7 năm 1979, Hội đồng Chính phủ ban hành Quyết định số 275-CP về việc:
- Chia xã Việt Khái thành 3 xã: Việt Khái, Việt Hùng và Việt Thắng.
- Chia xã Tân Hưng Tây thành xã Tân Hưng Tây và xã Tân Hải.

Ngày 28 tháng 3 năm 1983, Hội đồng Bộ trưởng ban hành Quyết định số 23-HĐBT về việc:
- Chia xã Việt Khái thành 3 xã: Việt Khái, Việt Dũng và Việt Cường.
- Chia xã Tân Hải thành xã Tân Hải và xã Tân Nghiệp.

Ngày 17 tháng 5 năm 1984, Hội đồng Bộ trưởng ban hành Quyết định 75-HĐBT về việc:
- Sáp nhập huyện Phú Tân vào huyện Cái Nước.
- Đổi tên xã Việt Khái thuộc huyện Phú Tân thành xã Nguyễn Việt Khái thuộc huyện Cái Nước.

Ngày 14 tháng 2 năm 1987, Hội đồng Bộ trưởng ban hành Quyết định số 33B-HĐBT về việc sáp nhập xã Việt Dũng vào xã Việt Khái.
Xã Việt Khái có 3.968 hécta đất và 9.687 nhân khẩu.
Ngày 2 tháng 2 năm 1991, Ban Tổ chức – Cán bộ của Chính phủ ban hành Quyết định số 51/QĐ-TCCP về việc:
- Thành xã Tân Hưng Tây mới trên cơ sở xã Việt Hùng và xã Việt Khái.
- Thành lập xã Nguyễn Việt Khái trên cơ sở xã Tân Hải và xã Tân Hưng Tây cũ.

Ngày 29 tháng 8 năm 1994, Chính phủ ban hành Nghị định số 109-CP về việc thành lập thị trấn Cái Đôi Vàm thuộc huyện Cái Nước trên cơ sở điều chỉnh một phần diện tích và dân số của xã Nguyễn Việt Khái.
Ngày 6 tháng 11 năm 1996, Quốc hội ban hành Nghị quyết về việc chia tỉnh Minh Hải thành Bạc Liêu và tỉnh Cà Mau. Khi đó, thị trấn Cái Đôi Vàm và xã Nguyễn Việt Khái thuộc huyện Cái Nước, tỉnh Cà Mau.
Ngày 17 tháng 11 năm 2003, Nghị định số 138/2003/NĐ-CP về việc:
- Thành lập huyện Phú Tân thuộc tỉnh Cà Mau.
- Chuyển thị trấn Cái Đôi Vàm và xã Nguyễn Việt Khái thuộc huyện Cái Nước về huyện Phú Tân mới tái lập quản lý.
- Thị trấn Cái Đôi Vàm là huyện lỵ của huyện Phú Tân.

Ngày 24 tháng 8 năm 2016, UBND tỉnh Cà Mau ban hành Quyết định số 1461/QĐ-UBND về việc công nhận thị trấn Cái Đôi Vàm đạt tiêu chuẩn đô thị loại V.
Ngày 9 tháng 12 năm 2020, HĐND tỉnh Cà Mau ban hành Nghị quyết số 28/NQ-HĐND về việc:
- Sáp nhập ấp Thanh Đạm B vào Khóm 7.
- Sáp nhập một phần ấp Tân Hải vào Khóm 6.
- Sáp nhập phần còn lại của ấp Tân Hải vào Khóm 5.
- Sáp nhập ấp Thanh Đạm A và ấp Cái Đôi Vàm thành Khóm 8.

Tính đến ngày 31 tháng 12 năm 2022, thị trấn Cái Đôi Vàm có 22,57 km² diện tích tự nhiên, quy mô dân số là 18.348 người và 8 khóm: 1, 2, 3, 4, 5, 6, 7, 8.
Ngày 24 tháng 10 năm 2024, Ủy ban Thường vụ Quốc hội ban hành Nghị quyết số 1252/NQ-UBTVQH15 về việc sắp xếp đơn vị hành chính cấp xã của tỉnh Cà Mau giai đoạn 2023 – 2025 (nghị quyết có hiệu lực từ ngày 1 tháng 12 năm 2024). Theo đó, sáp nhập 1,43 km² diện tích tự nhiên và quy mô dân số là 578 người của xã Nguyễn Việt Khái vào thị trấn Cái Đôi Vàm.
Sau khi điều chỉnh địa giới hành chính:
- Thị trấn Cái Đôi Vàm có 24 km² diện tích tự nhiên và quy mô dân số là 18.926 người.
- Xã Nguyễn Việt Khái có 107,05 km² diện tích tự nhiên và quy mô dân số là 17.363 người.

Tính đến ngày 31/12/2024:
- Thị trấn Cái Đôi Vàm có 8 khóm: 1, 2, 3, 4, 5, 6, 7, 8.
- Xã Nguyễn Việt Khái có 11 ấp: Cái Đôi Nhỏ, Cái Đôi Nhỏ A, Cái Đôi Nhỏ B, Gò Công, Gò Công Đông, Sào Lưới, Sào Lưới Tây, Tân Quảng A, Tân Quảng B, Tân Quảng Đông, Tân Quảng Tây.

Ngày 12 tháng 6 năm 2025, Quốc hội ban hành Nghị quyết số 202/2025/QH15 về việc sắp xếp đơn vị hành chính cấp tỉnh (nghị quyết có hiệu lực từ ngày 12 tháng 6 năm 2025). Theo đó, sáp nhập tỉnh Bạc Liêu vào tỉnh Cà Mau.
Ngày 16 tháng 6 năm 2025, Ủy ban Thường vụ Quốc hội ban hành Nghị quyết số 1655/NQ-UBTVQH15 về việc sắp xếp các đơn vị hành chính cấp xã của tỉnh Cà Mau năm 2025 (nghị quyết có hiệu lực từ ngày 16 tháng 6 năm 2025). Theo đó, thành lập xã Cái Đôi Vàm thuộc tỉnh Cà Mau trên cơ sở toàn bộ 24,0 km² diện tích tự nhiên, quy mô dân số là 18.291 người của thị trấn Cái Đôi Vàm thuộc huyện Phú Tân; toàn bộ 107,1 km² diện tích tự nhiên, quy mô dân số là 18.153 người của xã Nguyễn Việt Khái thuộc huyện Phú Tân.
Xã Cái Đôi Vàm có 131,1 km² diện tích tự nhiên và quy mô dân số là 36.444 người.